# The Brunei Times
The Brunei Times war eine unabhängige englischsprachige Tages-Zeitung in Brunei Darussalam von 2006 bis 2016. Sie gehörte zu Brunei Times PLC.

## Geschichte
Die Zeitung wurde in einem Soft Launch am 1. Juli 2006 in The Mall, Gadong, Brunei Darussalam, erstveröffentlicht. Sie erschien unter dem Motto „Fresh Ideas, New Option, Global Vision“ („Frische Ideen, Neue Option, Globale Vision“) und wurde zunächst bis zum 16. Juli 2006 kostenlos verteilt. 2007 wurde die Presse der Zeitung nach Junjungan verlegt und auch das Format der Zeitung verändert (28. März 2007). Pehin Adanan Yusof betonte die Notwendigkeit einer Zeitung für die Wahrung des Friedens und der Sicherheit im Sultanat. Laut Ahmad Morshidi, dem Geschäftsführer, sollte die neue Tageszeitung, die online verfügbar war, den Bewohnern eine zusätzliche Informationsquelle bieten und einen positiven Beitrag zum Nation-Building-Prozess leisten.
Im April 2007 arbeitete die Brunei Times eng mit dem Kommunikationsministerium zusammen für das United Nations First Global Road Safety Week Seminar im International Convention Centre in Berakas, Brunei. Im Mai wurde die Brunei Times zum offiziellen Medium für die Brunei Darussalam International Defence Exhibition and Conference (BRIDEX) ernannt, welche vom Verteidigungsministerium veranstaltet wurde und vom 31. Mai bis zum 2. Juni im International Convention Centre.
Bereits im Juli 2007 konnte die Brunei Times das einjährige Jubiläum feiern: Dazu änderte die Brunei Times ihr Impressum, um ihr neues Unternehmensimage widerzuspiegeln, und die Zeitung selbst wurde einer Neugestaltung unterzogen, um auf Marktkräfte und Veränderungen zu reagieren, wobei der Inhalt um vier Seiten erweitert wurde, um der steigenden Nachfrage für weitere lokale Nachrichten gerecht zu werden. Der zweite Meilenstein war der Start des Brunei Times Newspaper in Education Program (BT-NIE) in Zusammenarbeit mit zwei Unternehmenssponsoren im Land wurden täglich 400 Exemplare der Brunei Times an 31 weiterführende Schulen in ganz Brunei Darussalam verschickt.
Am 1. Juli 2010 änderte die Brunei Times erneut ihr Format auf das kompakte Format mit 48 Seiten. Die Brunei Times war Mitglied des Asia News Network.

### Schließung
Am 6. November 2016 kündigte die Zeitung in ihrer Sonntagsausgabe an, dass sie den Betrieb am 8. November einstellen werde, und verwies auf „Probleme im Zusammenhang mit der Nachhaltigkeit des Unternehmens, insbesondere angesichts der erheblichen Herausforderungen durch die alternativen Medien“ („issues relating to business sustainability, especially in the face of considerable challenges from the alternative media“). Die Schließung wurde jedoch aufgrund des abrupten Endes mit Argwohn betrachtet, ohne dass auf den Social-Media-Kanälen überhaupt darauf hingewiesen wurde. Investigative Quellen behaupteten, dass die Schließung auf Beschwerden der saudischen Botschaft beim Sultan von Brunei wegen einer Nachrichtenmeldung über eine Erhöhung der Visagebühren für bruneiische Pilger nach Mekka zurückzuführen.
Es war bekannt, dass die Zeitung die engen Grenzen der lokalen Pressefreiheit immer wieder auf die Probe stellte. Als offizielle Gründe nannte die Zeitung „geschäftliche Probleme“, „Herausforderungen durch die alternativen Medien“ („business issues“, „challenges from the alternative media“) und Probleme mit „der Berichterstattung und journalistischen Standards, die den gesetzten Maßstäben entsprechen sollten“ („reporting and journalistic standards that should meet the mark set“). Die Zeitung bedankte sich bei der Regierung „für Ihr Verständnis“ und dafür, „die Lizenz zur Veröffentlichung trotz aller Probleme weiter verlängert zu haben“ („for bearing with us“, „having continued to extend the license to publish despite all the issues“). Mehr als 100 Mitarbeiter verloren ihren Arbeitsplatz.

## Inhalte
Die Brunei Times konzentrierte sich auf Nachrichtenanalysen, Reportagen, Kommentare und Leitartikel zu Ereignissen im In- und Ausland. Wirtschaft und Finanzen bildeten ein weiteres Standbein.
An Wochentagen erschien die Zeitung in zwei Teilen mit jeweils vierundzwanzig Seiten. Vor Juli 2010 umfasste jeder Abschnitt 12 Seiten.
Das Personal der Brunei Times bestand aus erfahrenen und engagierten Redakteuren aus Brunei und dem Ausland, die mit lokalen Reportern zusammenarbeiteten.